# Валова додана вартість
Валова додана вартість — різниця між випуском товарів і проміжним споживанням, що зазвичай визначається в цінах виробників. Сумарна додана вартість, створена економікою за період.
Визначається як вартість валової виробленої продукції за відрахуванням вартості витрат на сировину та матеріали, а також інших витрат проміжного споживання.
ВВП, розрахований виробничим методом, є валовою доданою вартістю плюс непрямі податки.
ВВП = Валова додана вартість + Непрямі податки.
Валова додана вартість складається з:
- заробітної плати;
- прибутку;
- амортизації;
- процентів за капітал.